# Salon du végétal
Eco contributeur pour la planète, positif pour les villes et les campagnes, nourricier et source de bien-être pour l’homme : le végétal est essentiel et s’expose au Salon du Végétal.
Lieu privilégié d’échanges et de valorisation, le Salon du Végétal Nouvelle Ere invite toute la filière à Angers pour trois jours au service du végétal. Destiné aux professionnels, et simultanément résolument ouvert sur la société, le salon du végétal sous sa nouvelle formule est aussi le rendez-vous de tous les passionnés du végétal.
Le Salon du Végétal est un salon événementiel consacré au végétal qui se déroule annuellement au parc des expositions d'Angers. L'édition 2022 du Salon du Végétal a lieu le 13/14/15 Septembre 2022.

## Histoire
En 1980, afin de répondre aux besoins des horticulteurs et des pépiniéristes, naît l'idée d'organiser un salon au cœur des Pays de la Loire, première région horticole française. 
Cette volonté de créer un rassemblement de la filière horticole autour de l'Union Horticole Angevine aboutit en 1981 à la création du « Salon Anjou Vert ».
Le « Salon Anjou Vert » devient en 1985 le « Salon du Végétal », créé et organisé par le Bureau Horticole Régional (BHR), et s'installe à partir du  mois de février 1988 au parc des Expositions d'Angers. En 1989, le Salon acquiert son rythme annuel. En 1992, il se développe et s’ouvre à l’international, accueillant des exposants britanniques, italiens, néerlandais et espagnols. En 2010, le Salon du Végétal fête ses 25 ans.
Chaque année, les visiteurs et exposants sont nombreux à participer au salon, avec un pic de fréquentation historique en 2011, avec près de 17 000 visiteurs à travers l’Europe.
Après 3 ans au Parc des expositions de Nantes (2017-2018-2019), le Salon du Végétal revient en terre angevine .
Une convention a été signée entre le BHR et la ville d'Angers afin de permettre à cette dernière d'utiliser la marque "Salon du Végétal". 
La Ville d’Angers et le Bureau horticole régional ont décidé de confier l’organisation de la manifestation à la SPL Destination Angers, qui œuvre pour le rayonnement du territoire angevin.

## Enjeux
Pour les professionnels du végétal, qu’ils soient horticulteurs, pépiniéristes, semenciers, grossistes ou fournisseurs, le Salon du Végétal est avant tout une vitrine de leurs compétences et de leur savoir-faire. 
Au-delà des enjeux économiques et commerciaux, ce salon offre l’opportunité de dévoiler auprès du grand public le dynamisme de la filière horticole, d’échanger et de proposer une vision de ce que sera l’avenir du végétal.
Ainsi, le Salon du Végétal présente la richesse des variétés végétales, les innovations et les nouveaux concepts. 